# 施韋策爾雷內克
施韋策爾雷內克（Schweizer-Reneke）是南非的城鎮，位於該國北部，由西北省負責管轄，始建於1888年10月1日，面積3.81平方公里，2001年人口2,601，人口密度每平方公里680人。